# Hemgift
En hemgift (även hemföljd) är traditionellt en summa pengar eller egendom som vid äktenskap överläts från brudens eller brudgummens familj, till de nygifta. I mer modernt språkbruk (i bland annat Europa) har det istället kommit att betyda den förmögenhet som förs in i det gemensamma boet av den gifta kvinnan.

## Beskrivning
Hemgift som fenomen förekommer främst i europeiska och asiatiska jordbrukarsamhällen med monogami.
Inom antropologin syftar hemgift – utifrån det engelska dowry – endast på gåvor från brudens föräldrar till brudparet.
Hemgiften kan ses som ett sätt att balansera den manliga arvsrätten, så att ett hushåll ska få ekonomisk hjälp från både mannens och hustruns familj. Hemgifter finns belagda redan i Hammurabis lagar, som lär att om en man skiljer sig skall han återlämna hemgiften och om hustrun dör så skall barnen ärva den.
Ett annat perspektiv är att en familj med en vuxen dotter hade anledning att gifta bort bruden så snart som möjligt för hennes heders skull. Därvid gör brudgummen på så sätt familjen en tjänst som kan behöva belönas.

## Norden
Hemgift har i Norden ursprungligen syftat på en gåva av brudgummens föräldrar till sin son, medan hemföljd avsåg motsvarande gåva till bruden från dennas föräldrar. Redan under medeltiden börjar uttrycken användas synonymt och kan avse gåva från både brud och brudgums föräldrar. Hemgiften fastställdes i samband med fästningen och kunde enligt medeltida lagar utgöras av gång- och sängkläder; husgeråd, jordegendom och guld eller silver. I 1734 års lag föreskrevs att hemgiften fortsatte att vara givarens egendom, mottagaren erhöll endast nyttjanderätt och hemgiften kunde i vissa fall återgå till givaren. Vid mottagarens död ärvdes hemgiften (med samma villkor) av dennes barn, saknades barn återgick den istället till givaren.
I Finland, åtminstone i Österbottens svenskbygder, var hemgift (förutom brudkistan) oftast lika med ett sovrumsmöblemang. Vilket kunde bestå av en säng, en byrå, ett bord med stolar och en kommod eller lavoar med tillbehör (tvättfat, vattenkanna o.s.v.). Bruden kunde också få med sig en ko eller annat husdjur.